# Envigado
Envigado là một khu tự quản thuộc tỉnh Antioquia, Colombia. Thủ phủ của khu tự quản Envigado đóng tại Envigado Khu tự quản Envigado có diện tích 79 ki lô mét vuông. Đến thời điểm ngày 28 tháng 5 năm 2005, khu tự quản Envigado có dân số 115484 người.